# 바리살구

바리살구의 위치

바리살구(벵골어: বরিশাল জেলা)는 방글라데시 중남부에 위치한 구로 행정 구역상으로는 바리살주에 속한다. 구청 소재지는 바리살주의 주도이기도 한 바리살이며 면적은 2,784.52km2, 인구는 2,324,310명(2011년 기준)이다. 10개 시를 관할한다. 전체 주민 가운데 87.77%는 무슬림(이슬람교도)이고 11.69%는 힌두교도, 0.52%는 기독교도이다.

## 인구
| 연도     | 인구      | ±% p.a. |
| -------- | --------- | ------- |
| 1974     | 1,648,068 | —       |
| 1981     | 1,965,950 | +2.55%  |
| 1991     | 2,207,426 | +1.17%  |
| 2001     | 2,355,967 | +0.65%  |
| 2011     | 2,324,310 | −0.14%  |
| 2022     | 2,570,450 | +0.92%  |
| Sources: |           |         |

1. ↑  《Population and Housing Census 2022: Preliminary Report》. Bangladesh Bureau of Statistics. August 2022. viii, 29, 38, 45쪽. ISBN 978-984-35-2977-0.
2. ↑  “Bangladesh Population and Housing Census 2011 Zila Report – Barisal” (PDF). 《bbs.gov.bd》. Bangladesh Bureau of Statistics.[깨진 링크(과거 내용 찾기)]